# Narciso León
Narciso León Vilela fue un futbolista peruano que jugaba como defensa e integró la Selección peruana de fútbol.

## Selección nacional
Fue internacional con la Selección de fútbol del Perú en el Campeonato Sudamericano 1935 donde fue titular en los tres partidos jugados por su selección.

### Participaciones en Copa América
| Copa              | Sede | Resultado     |
| ----------------- | ---- | ------------- |
| Sudamericano 1935 | Perú | Tercer puesto |

## Clubes
| Club               | País | Año       |
| ------------------ | ---- | --------- |
| Sportivo Ancash    | Perú |           |
| Unión Buenos Aires | Perú | 1927-1928 |
| Hidroaviación      | Perú | 1929-1932 |
| Alianza Lima       | Perú | 1933-1935 |
| Sporting Tabaco    | Perú | 1936      |
| Sport Boys         | Perú | 1937-1938 |

## Palmarés

### Campeonatos nacionales
| Título           | Club         | País | Año  |
| ---------------- | ------------ | ---- | ---- |
| Primera División | Alianza Lima | Perú | 1933 |
| Primera División | Sport Boys   | Perú | 1937 |